# Walter Tevis
Walter Stone Tevis (San Francisco, 28 de fevereiro de 1928 – Nova Iorque, 9 de agosto de 1984) foi um escritor e contista norte-americano.
Três de seus livros foram adaptados para o cinema: Desafio à corrupção (1959), O homem que caiu na Terra (1976) e A cor do dinheiro (1984). Mais recentemente, seu romance O gambito da rainha tornou-se uma série da Netflix (2020). Walter foi traduzido em pelo menos 18 idiomas.

## Biografia
Walter nasceu em 1928, em San Francisco, tendo crescido e se criado no distrito de Susnet, perto do mar e do Parque Golden Gate. Aos 10 anos, seus pais o internaram em um lar de cuidados paliativos quando Walter ficou gravemente doente e a família se mudou para o Kentucky, onde tinha comprado terras. Aos 11 anos, Walter viajou o país, sozinho, de trem, para reencontrá-los.
Muito tímido, foi convocado pela Marinha dos Estados Unidos e aos 17 anos serviu como carpinteiro a bordo do USS Hamilton, no Oceano Pacífico. Depois de sua dispensa do serviço militar, Walter terminou o colégio em 1945 e ingressou na Universidade de Kentucky, onde recebeu um bacharelado (1949) e um mestrado (1954) em literatura inglesa, tendo estudado com A. B. Guthrie Jr., autor de The Big Sky.
Foi por volta dessa época de estudante, quando trabalhava em um salão de bilhar, que Walter publicou um conto que se passava em um lugar semelhante, para uma de suas aulas de escrita. Em seguida, Walter cursou o workshop de escrita criativa de Iowa, onde recebeu um certificado em 1960

## Carreira
Depois de se formar, Walter escreveu para o Departamento de Rodovias do Kentucky e deu aulas de ciências, inglês e até educação física em escolas de ensino médio de várias cidades pequenas do estado, como Hawesville e Carlisle. Walter também deu aulas na Universidade do Norte do Kentucky, na Universidade de Kentucky e na Universidade Estadual do Sul de Connecticut. Em 1957, Walter se casou com Jamie Tevis, com quem ficou casado até 1977.
Walter deu aulas de literatura e escrita criativa na Universidade de Ohio de 1965 a 1978, onde chegou ao cargo de professor titular. Lutando contra o alcoolismo e se recuperando de um divórcio difícil, Walter se demitiu da Universidade de Ohio e se mudou para Nova Iorque, onde retomou o hábito da escrita e se tornou escritor em período integral.

## Morte
No começo de 1984, Walter descobriu que tinha câncer de pulmão. Ele morreu em Nova Iorque, em 9 de agosto de 1984 e foi sepultado no jazigo da família em Richmond.

## Publicações

### Novels
- The Hustler, Harper & Row, 1959;
- The Man Who Fell to Earth, Gold Medal Books, 1963;
- Mockingbird, 1980;
- The Steps of the Sun, 1983;
- The Queen's Gambit, 1983;
- The Color of Money, 1984.

### Contos
- "The Best in the Country", Esquire, novembro de 1954.
- "The Big Hustle", Collier's, agosto de 1955.
- "Misleading Lady", The American Magazine, outubro de 1955.
- "Mother of the Artist", Everywoman's, 1955.
- "The Man from Chicago", Bluebook, janeiro de 1956.
- "The Stubbornest Man", Saturday Evening Post, janeiro de 1957.
- "The Hustler", (título original: "The Actors"), revista Playboy.
- "Operation Gold Brick" (título original: "The Goldbrick"), revista If, junho de 1957.
- "The Ifth of Oofth", revista Galaxy, abril de 1957.
- "Big Bounce", Galaxy, fevereiro de 1958.
- "Sucker's Game", Redbook, agosto de 1958.
- "First Love", Redbook, agosto de 1958.
- "Far From Home", The Magazine of Fantasy & Science Fiction, dezembro de 1958.
- "Alien Love" (título original: "The Man from Budapest") Cosmopolitan, janeiro de 1959.
- "A Short Ride in the Dark", Toronto Star Weekly Magazine, abril de 1959.
- "Gentle Is the Gunman" Saturday Evening Post, agosto de 1960.
- "The Other End of the Line", The Magazine of Fantasy & Science Fiction, novembro de 1961.
- "The Machine That Hustled Pool", Nugget, fevereiro de 1961.
- "The Scholar's Disciple", College English, outubro de  1969.
- "The King Is Dead", Playboy, September 1973.
- "Rent Control", Omni, outubro de 1979.
- "The Apotheosis of Myra", Playboy, julho de 1980.
- "Echo" The Magazine of Fantasy & Science Fiction, outubro de 1980.
- "Out of Luck", Omni, novembro de 1980.
- "Sitting in Limbo", Far from Home, 1981.
- "Daddy", Far from Home, 1981.
- "A Visit from Mother", Far from Home, 1981.

### Coletâneas
- Far from Home, Doubleday, 1981